# Legion Stadium
Legion Stadium é um estádio de 6.000 lugares localizado em Wilmington, Carolina do Norte . Faz parte do Legion Sport Complex e foi a casa do Wilmington Hammerheads da Premier Development League e USL Pro.

## História
Construída originalmente na década de 1930, a instalação passou por várias reformas ao longo dos anos, incluindo uma recente em 2011.   O estádio tem 3.500 lugares na arquibancada e 2.500 lugares para visitantes. Ele também tem 40 assentos para deficientes e um 4 acres (16,000 m2)  de estacionamento.